# Benedito Araújo
Benedito Araújo (Paço do Lumiar, 21 de novembro de 1963) é um bispo católico brasileiro, bispo diocesano de Guajará-Mirim.
Em 23 de março de 2011 foi nomeado pelo Papa Bento XVI como bispo-coadjutor da Diocese de Guajará-Mirim. No dia 8 de dezembro de 2011, o Papa Bento XVI aceitou a renúncia de Dom Geraldo Verdier e nomeou como sucessor a Dom Benedito.

## Biografia
Nasceu em Conceição – Itapecuru Mirim – Maranhão, em 21 de novembro de 1963, filho de Antonio Vieira Araújo e Maria do Socorro Araújo. Primogênito de seis irmãos. Concluiu ensino primário, médio e secundário nas escolas públicas de São Luís: Escola reunida São José, Cema, Coelho Neto e Bacelar Portela.
Cursou Filosofia e Teologia no Cetema – Centro de Estudos Teológicos do Maranhão – atual IESMA – Instituto de Estudos Superiores do Maranhão (1985 a 1990) em São Luís.
Ordenação prebisteral ocorreu no dia 17 de novembro de 1991, na Arquidiocese de São Luís – Maranhão. Fez curso de formadores de Seminários e Centro de formação Sacerdotal (Celam – Oslam) em Bueno Aires (1991). Sua especialização foi em Psicopedagogia pela PUC – RS – Viamão (1995). Se formou em Mestre em Ecumenismo pelo Instituto de Studiis Oecumenicis, em Veneza, na Itália, que está ligado ao Pontificium Athenaeum Antonianum (1998-2001).
Atividades pastorais na Arquidiocese de São Luís foram: Reitor do Centro Vocacional Cura D’ Ars (1991-1994); Promotor vocacional (1994-1997); Coordenador da Pastoral Vocacional Regional e da OSIB – Nordeste; Vice reitor do Seminário Interdiocesano Santo Antonio (1995-1998); Reitor do Seminário Arquidiocesano Santo Antonio (2005-2007); Coordenação Pastoral Arquidiocesana (2002-2005); Coordenador da equipe de formação permanente (2005-2007); Conselho Presbiteral (1993-1997, 2002-2011); Colégio dos consultores (1994-2005, 2008-2011); Membro da Apresma – Associação de Presbíteros do Maranhão; Membro do Conselho Fiscal da ANP – Associação Nacional de Presbíteros; Vigário Paroquial – Paróquia Nossa Senhora de Nazaré – Cohatrac (1991-1993); Administrador da Paróquia de São Pedro – Raposa – Paço do Lumiar (2002); Administrador da Paróquia Divino Espírito Santo – Liberdade (2007); Pároco da Paróquia Sagrada Família – Maiobão – Paço do Lumiar (2003-2006); Pároco da Paróquia Nossa Senhora de Nazaré – Cohatrac (2008-2011); Professor no IESMA de graduação e pós-graduação (2005-2011) lecionando: Ecumenismo e Diálogo inter-religioso; Teologia das tradições religiosas; Teologia dos Sacramentos Homilética.
No dia em que se comemora o Dia de Nossa Senhora da Conceição, dia 08 de dezembro, feriado municipal em Guajará-Mirim, tomou posse durante a manhã o novo bispo da Diocese, Dom Benedito Araújo.